# عملات تذكارية من الذهب والفضة باليورو (قبرص)
العملات التذكارية الذهبية والفضية باليورو في قبرص هي عملات اليورو الخاصة المسكوكة في دولة قبرص، والتي تُعد واحدة من الدول الأعضاء في الاتحاد الأوروبي، كما أنها عضو في منطقة اليورو منذ اعتمدت اليورو كعملة رسمية لها في 1 يناير (كانون الثاني) 2008. ويُصدر بنك قبرص المركزي منذ ذلك الحين إصدارات عادية من عملات اليورو القبرصية، المخصصة للتداول، كما يُصدر عملات يورو تذكارية من الذهب والفضة. تكون هذه العملات التذكارية الخاصة ذات قيمة قانونية فقط في قبرص، على عكس الإصدارات العادية لعملات اليورو القبرصية، والتي لها قيمة قانونية في جميع دول منطقة اليورو. هذا يعني أن العملات التذكارية المصنوعة من الذهب والفضة في قبرص لا يمكن استخدامها كعملة في دول أخرى. علاوة على ذلك، ولأن قيمتها السبائكية تتجاوز قيمتها الاسمية بكثير، فإن هذه العملات عادةً ما تكون غير مخصصة للاستخدام كوسيلة دفع على الإطلاق - مع أن ذلك لا يزال ممكنًا. لهذا السبب، تُسمى عادةً عملات هواة الجمع. عادةً ما تُخلّد هذه العملات ذكرى أحداث تاريخية أو تُسلّط الضوء على أحداث جارية ذات أهمية خاصة.

## التاريخ
أصدر البنك المركزي القبرصي في عام 2000 أول عملة يورو تذكارية من الفضة. وفي عام 2010، أصدر البنك المركزي القبرصي عملتين تذكاريتين إضافيتين من الذهب والفضة.

## الخلاصة
اعتبارًا من 3 نوفمبر (تشرين الثاني) 2010، سُكّت في قبرص نسختان مختلفتان من عملة اليورو القبرصية التذكارية. لا ينبغي الخلط بين هذه العملات التذكارية المميزة عالية القيمة والعملات التذكارية من فئة 2 يورو، وهي عملات مخصصة للتداول ولها صفة العملة القانونية في جميع دول منطقة اليورو..
ويوضح الجدول التالي عدد عملات اليورو المعدنية التذكارية المسكوكة سنويًا في قبرص، حيث جُمعت في القسم الأول العملات المعدنية حسب المعدن المستخدم، بينما جُمعت في القسم الثاني العملات المعدنية التذكارية المسكوكة في قبرص حسب قيمتها الاسمية.
| السنة                                                                     | الإصدارات            | حسب المعدن             | حسب المعدن | حسب المعدن | حسب القيمة الإسمية | حسب القيمة الإسمية |
| السنة                                                                     | الإصدارات            | ذهب                    | فضة        | أخرى       | 20 يورو (€20)      | 5 يورو (€5)        |
| ------------------------------------------------------------------------- | -------------------- | ---------------------- | ---------- | ---------- | ------------------ | ------------------ |
| 2008                                                                      | 1                    | -                      | 1          | -          | -                  | 1                  |
| 2009                                                                      | 0                    | -                      | -          | -          | -                  | -                  |
| 2010                                                                      | 2                    | 1                      | 1          | -          | 1                  | 1                  |
| 2011                                                                      | 0                    | -                      | -          | -          | -                  | -                  |
| 2012                                                                      | 1                    | -                      | 1          | -          | -                  | 1                  |
| 2013                                                                      | 2                    | 1                      | 1          | -          | 1                  | 1                  |
| 2014                                                                      | 1                    | -                      | 1          | -          | -                  | 1                  |
| 2015                                                                      | 1                    | -                      | 1          | -          | -                  | 1                  |
| 2016                                                                      | 1                    | -                      | 1          | -          | -                  | 1                  |
| 2017                                                                      | 1                    | -                      | 1          | -          | -                  | 1                  |
| 2018                                                                      | 1                    | -                      | 1          | -          | -                  | 1                  |
| 2019                                                                      | 1                    | -                      | 1          | -          | -                  | 1                  |
| 2020                                                                      | 1                    | -                      | 1          | -          | -                  | 1                  |
| 2021                                                                      | 2                    | 1                      | 1          | -          | 1                  | 1                  |
| 2022                                                                      | 1                    | -                      | 1          | -          | -                  | 1                  |
| 2023                                                                      | 1                    | -                      | 1          | -          | -                  | 1                  |
| 2024                                                                      | 0                    | -                      | -          | -          | -                  | -                  |
| المجموع                                                                   | 17                   | 3                      | 14         | -          | 3                  | 14                 |
| \| Coins were minted \| No coins were minted \| Scheduled to be minted \| |                      |                        |            |            |                    |                    |
| Coins were minted                                                         | No coins were minted | Scheduled to be minted |            |            |                    |                    |

## عملات 2008
| | انضمام قبرص إلى منطقة اليورو |                                                         |                                                         |
| المصمم: نيكولاس لوكاس | المصمم: نيكولاس لوكاس        | دار سك العملة: دار سكّ العملة الفنلندية في فانتا بفنلندا | دار سك العملة: دار سكّ العملة الفنلندية في فانتا بفنلندا |
| القيمة: 5 يورو | السبيكة: Ag 925 (فضة)        | الكمية: 15,000                                          | الجودة: إثبات                                           |
| صادر في: 2008 | القطر: 38.61 مـم (1.52 بوصة) | الوزن: 28.28 غ (1.00 أونصة؛ 0.91 ozt)                   | قيمة الإصدار: 38 يورو القيمة السوقية: 43 يورو-49 يورو   |
| يظهر على الوجه الأمامي للعملة شعار النبالة لجمهورية قبرص، وحول الشعار نُقشت العبارة التالية باللغة اليونانية "Η ένταξη της Κύπρου στην ΟΝΕ 2008" (I entaxi tis Kyprou stin ONE 2008، والتي تعني بالعربية "انضمام قبرص إلى الاتحاد النقدي الأوروبي 2008"). وعلى الوجه الخلفي للعملة تظهر خريطة قبرص متصلة بحلقة بأوروبا. |                              |                                                         |                                                         |

## عملات 2010
| | إحياء ذكرى مرور 50 عامًا على تأسيس جمهورية قبرص |                                       |                                 |  |
| المصمم: كلارا زاكاراكي-جورجيو | المصمم: كلارا زاكاراكي-جورجيو                  | دار سك العملة: بنك قبرص المركزي       | دار سك العملة: بنك قبرص المركزي |  |
| القيمة: 20 يورو | السبيكة: Au 971 (ذهب)                          | الكمية: 750                           | الجودة:إثبات                    |  |
| صادر في: 2010 | القطر: 22.05 مـم (0.87 بوصة)                   | الوزن: 7.98 غ (0.28 أونصة؛ 0.26 ozt)  | قيمة الإصدار: 500 يورو          |  |
| يظهر على الوجه الأمامي للعملة الشعارَ الأصليَّ لجمهورية قبرص، والذي يتطابقُ مع شعارِ البنكِ المركزيِّ القبرصي. وحول الشعار نُقشت العبارة التالية باللغة اليونانية "ΚΥΠΡΙΑΚΗ ΔΗΜΟΚΡΑΤΙΑ» و«KIBRIS CUMHURİYETİ"، والتاريخ "1960-2010". وعلى الوجه الخلفي للعملة نُقشت القيمة الإسمية للعملة والتي تبلغ 20 يورو، ويظهر إلى جانب النقش رسم لشجرةً مُنمَّقةً بأغصانِها المُركَّبةِ التي تحتضنُ حمامةً. |                                                |                                       |                                 |  |
| |                                                |                                       |                                 |  |
| | إحياء ذكرى مرور 50 عامًا على تأسيس جمهورية قبرص |                                       |                                 |  |
| المصمم: كلارا زاكاراكي-جورجيو | المصمم: كلارا زاكاراكي-جورجيو                  | دار سك العملة: بنك قبرص المركزي       | دار سك العملة: بنك قبرص المركزي |  |
| القيمة: 5 يورو | الجودة:إثبات                                   | الكمية: 5,000                         | قيمة الإصدار: 40 يورو           |  |
| صادر في: 2010 | القطر: 38.61 مـم (1.52 بوصة)                   | الوزن: 28.28 غ (1.00 أونصة؛ 0.91 ozt) | السبيكة: Ag 925 (فضة)           |  |
| يظهر على الوجه الأمامي للعملة الشعارَ الأصليَّ لجمهورية قبرص، والذي يتطابقُ مع شعارِ البنكِ المركزيِّ القبرصي. وحول الشعار نُقشت العبارة التالية باللغة اليونانية "ΚΥΠΡΙΑΚΗ ΔΗΜΟΚΡΑΤΙΑ» و«KIBRIS CUMHURİYETİ"، والتاريخ "1960-2010". وعلى الوجه الخلفي للعملة نُقشت القيمة الإسمية للعملة والتي تبلغ 5 يورو، ويظهر إلى جانب النقش رسم لشجرةً مُنمَّقةً بأغصانِها المُركَّبةِ التي تحتضنُ حمامةً.  |                                                |                                       |                                 |  |

## عملات 2012
| | رئاسة قبرص للاتحاد الأوروبي  |                                        |                                        |
| المصمم: جوهانا كالي | المصمم: جوهانا كالي          | دار سك العملة: دار سكّ العملة اليونانية | دار سك العملة: دار سكّ العملة اليونانية |
| القيمة: 5 يورو | السبيكة: Ag 925 (فضة)        | الكمية: 8,000                          | الجودة: إثبات                          |
| صادر في: 2012 | القطر: 38.61 مـم (1.52 بوصة) | الوزن: 28.28 غ (1.00 أونصة؛ 0.91 ozt)  | قيمة الإصدار: 38 يورو القيمة السوقية:- |
| يظهر على الوجه الأمامي للعملة شعار النبالة لجمهورية قبرص داخل دائرة متموجة تُصوِّر البحر الأبيض المتوسط، وحول الدائرة نُقشت كلمة "قبرص" بثلاث لغات على النحو التالي "Cyprus Κyproς Kıbrıs"، وفي أسفل الدائرة نُقش التاريخ "2012" وهو تاريخ إصدار العُملة. وعلى الوجه الخلفي للعملة يظهر نقشٌ لدانتيل ليفكاري الشهير المُدرَج ضمن قائمة اليونسكو للتراث العالمي، داخل دائرة متموجة تُطابق الدائرة المرسومة على الوجه الأمامي للعملة. ويُحيط بالدائرة في الجزء العلويّ 12 نجمة تُشكل نصف دائرة وتمثل دول الاتحاد الأوروبي، وفي الأسفل نُقشت عبارة "5 يورو" التي تُشير إلى القيمة الإسمية للعملة، بالإضافة إلى نقش باللغة الإندليزية لعبارة "Cyprus EU Presidency"، والتي تعني بالعربية "رئاسة قبرص للاتحاد الأوروبي". |                              |                                        |                                        |

## عملات 2013
| | إحياء ذكرى مرور 50 عامًا على تأسيس بنك قبرص المركزي |                                       |                                 |  |
| المصمم: جورج ستاماتوبولوس | المصمم: جورج ستاماتوبولوس                          | دار سك العملة: بنك اليونان            | دار سك العملة: بنك اليونان      |  |
| القيمة: 20 يورو | السبيكة: Au 917 (ذهب)                              | الكمية: 1,000                         | الجودة:إثبات                    |  |
| صادر في: 2013 | القطر: 22.05 مـم (0.87 بوصة)                       | الوزن: 7.98 غ (0.28 أونصة؛ 0.26 ozt)  | قيمة الإصدار:- القيمة السوقية:- |  |
| يظهر على الوجه الأمامي للعملة شعار النبالة لجمهورية قبرص، والذي يتطابق مع شعار بنك قبرص المركزي، وحول الشعار نُقشت كلمة "قبرص" بثلاث لغات على النحو التالي "Cyprus Κyproς Kıbrıs"، وفي أسفل الدائرة نُقش التاريخ "2013" وهو تاريخ إصدار العُملة. وعلى الوجه الخلفي للعملة لوحة فنية تُصوّر فتاة صغيرة تحمل غصن زيتون مثمرًا، وهو ما يرمز إلى الأمل في مرحلة جديدة بعد خمسين عامًا من مساهمة البنك المركزي القبرصي في الاقتصاد القبرصي. وفي الخلفية، تظهر رموز متناوبة للجنيه القبرصي واليورو لكي تُشير إلى العملة الرسمية خلال فترة الخمسين عامًا، وتكون اللوحة والرموز محاطة بنقش نصف دائري، كُتب على الجزء العلوي منه عبارة «ΚΕΝΤΡΙΚΗ ΤΡΑΠΕΖΑ ΤΗΣ ΚΥΠΡΟΥ 50 ΧΡΟΝΙΑ»، وفي الأسفل نُقشت عبارة "20 يورو" التي تُشير إلى القيمة الإسمية للعملة، |                                                    |                                       |                                 |  |
| |                                                    |                                       |                                 |  |
| | إحياء ذكرى مرور 50 عامًا على تأسيس بنك قبرص المركزي |                                       |                                 |  |
| المصمم: جورج ستاماتوبولوس | المصمم: جورج ستاماتوبولوس                          | دار سك العملة: بنك اليونان            | دار سك العملة: بنك اليونان      |  |
| القيمة: 5 يورو | الجودة:إثبات                                       | الكمية: 4,000                         | قيمة الإصدار:- القيمة السوقية:- |  |
| صادر في: 2013 | القطر: 38.61 مـم (1.52 بوصة)                       | الوزن: 28.28 غ (1.00 أونصة؛ 0.91 ozt) | السبيكة: Ag 925 (فضة)           |  |
| يظهر على الوجه الأمامي للعملة شعار النبالة لجمهورية قبرص، والذي يتطابق مع شعار بنك قبرص المركزي، وحول الشعار نُقشت كلمة "قبرص" بثلاث لغات على النحو التالي "Cyprus Κyproς Kıbrıs"، وفي أسفل الدائرة نُقش التاريخ "2013" وهو تاريخ إصدار العُملة. وعلى الوجه الخلفي للعملة لوحة فنية تُصوّر فتاة صغيرة تحمل غصن زيتون مثمرًا، وهو ما يرمز إلى الأمل في مرحلة جديدة بعد خمسين عامًا من مساهمة البنك المركزي القبرصي في الاقتصاد القبرصي. وفي الخلفية، تظهر رموز متناوبة للجنيه القبرصي واليورو لكي تُشير إلى العملة الرسمية خلال فترة الخمسين عامًا، وتكون اللوحة والرموز محاطة بنقش نصف دائري، كُتب على الجزء العلوي منه عبارة «ΚΕΝΤΡΙΚΗ ΤΡΑΠΕΖΑ ΤΗΣ ΚΥΠΡΟΥ 50 ΧΡΟΝΙΑ»، وفي الأسفل نُقشت عبارة "5 يورو" التي تُشير إلى القيمة الإسمية للعملة،  |                                                    |                                       |                                 |  |

## عملات 2014
| | الشاعر القبرصي كوستاس مونتيس |                                       |                                 |
| المصمم: جورج ستاماتوبولوس | المصمم: جورج ستاماتوبولوس    | دار سك العملة: بنك اليونان            | دار سك العملة: بنك اليونان      |
| القيمة: 5 يورو | السبيكة: Ag 925 (فضة)        | الكمية: 1,500                         | الجودة: إثبات                   |
| صادر في: 2014 | القطر: 38.61 مـم (1.52 بوصة) | الوزن: 28.28 غ (1.00 أونصة؛ 0.91 ozt) | قيمة الإصدار:- القيمة السوقية:- |
| صدرت هذه العملة تخليدًا لذكرى الشاعر القبرصي كوستاس مونتيس بمناسبة الذكرى المئوية لميلاده وبمناسبة مرور عشر سنوات على وفاته. وتزامن إصدارها مع إعلان مجلس الوزراء القبرصي عام 2014 عامًا للاحتفاء بالشاعر كوستاس مونتيس. يظهر على الوجه الأمامي للعملة شعار النبالة لجمهورية قبرص، والذي يتطابق مع شعار بنك قبرص المركزي، وحول الشعار نُقشت كلمة "قبرص" بثلاث لغات على النحو التالي "Cyprus Κyproς Kıbrıs"، وفي أسفل الدائرة نُقش التاريخ "2014" وهو تاريخ إصدار العُملة. وعلى الوجه الخلفي للعملة صورة الشاعر القبرصي كوستاس مونتيس في أواخر حياته، تعكس نضج تأملاته، ومحاطة بنقش نصف دائري، كُتب على الجزء العلوي منه عبارة «ΚΩΣΤΑΣ ΜΟΝΤΗΣ ΠΟΙΗΤΗΣ 1914-2014»، وفي الأسفل نُقشت عبارة "5 يورو" التي تُشير إلى القيمة الإسمية للعملة، |                              |                                       |                                 |

## عملات 2015
| | الإلهة أفروديت               |                                       |                                 |
| المصمم: جورج ستاماتوبولوس | المصمم: جورج ستاماتوبولوس    | دار سك العملة: بنك اليونان            | دار سك العملة: بنك اليونان      |
| القيمة: 5 يورو | السبيكة: Ag 925 (فضة)        | الكمية: 4,000                         | الجودة: إثبات                   |
| صادر في: 2015 | القطر: 38.61 مـم (1.52 بوصة) | الوزن: 28.28 غ (1.00 أونصة؛ 0.91 ozt) | قيمة الإصدار:- القيمة السوقية:- |
| يظهر على الوجه الأمامي للعملة شعار النبالة لجمهورية قبرص، والذي يتطابق مع شعار بنك قبرص المركزي، مُحاطًا بدائرة مموجة، وحول الدائرة نُقشت كلمة "قبرص" بثلاث لغات على النحو التالي "Cyprus Κyproς Kıbrıs"، وفي أسفل الدائرة نُقش التاريخ "2015" وهو تاريخ إصدار العُملة. وعلى الوجه الخلفي للعملة تمثال يصور الإلهة أفروديت، وفي الخلفية خريطة قبرص محاطة بنقش نصف دائري كُتب على الجزء العلوي منه عبارة «ΑΦΡΟΔΙΤΗ – APHRODITE»، وفي الأسفل نُقشت عبارة "5 يورو" التي تُشير إلى القيمة الإسمية للعملة، |                              |                                       |                                 |

## عملات 2016
| | إحياء ذكرى مرور 150 عامًا على ميلاد الشاعر القبرصي ديميتريس ليبيرتيس |                                       |                                 |
| المصمم: جورج ستاماتوبولوس | المصمم: جورج ستاماتوبولوس                                           | دار سك العملة: بنك اليونان            | دار سك العملة: بنك اليونان      |
| القيمة: 5 يورو | السبيكة: Ag 925 (فضة)                                               | الكمية: 1,500                         | الجودة: إثبات                   |
| صادر في: 2016 | القطر: 38.61 مـم (1.52 بوصة)                                        | الوزن: 28.28 غ (1.00 أونصة؛ 0.91 ozt) | قيمة الإصدار:- القيمة السوقية:- |
| يظهر على الوجه الأمامي للعملة شعار النبالة لجمهورية قبرص، والذي يتطابق مع شعار بنك قبرص المركزي، وحول الشعار نُقشت كلمة "قبرص" بثلاث لغات على النحو التالي "Cyprus Κyproς Kıbrıs"، وفي أسفل الدائرة نُقش التاريخ "2016" وهو تاريخ إصدار العُملة. وعلى الوجه الخلفي للعملة لوحة فنية تُصوّر الشاعر القبرصي ديميتريس ليبيرتيس محاطة بنقش نصف دائري، كُتب على الجزء العلوي منه عبارة «ΔΗΜΗΤΡΗΣ ΛΙΠΕΡΤΗΣ ΠΟΙΗΤΗΣ 1866-1937»، وفي الأسفل نُقشت عبارة "5 يورو" التي تُشير إلى القيمة الإسمية للعملة، |                                                                     |                                       |                                 |

## عملات 2017
| | إحياء الذكرى المئوية لوفاة الشاعر القبرصي فاسيليس ميخائيليدس |                                       |                                 |
| المصمم: جورج ستاماتوبولوس | المصمم: جورج ستاماتوبولوس                                    | دار سك العملة: بنك اليونان            | دار سك العملة: بنك اليونان      |
| القيمة: 5 يورو | السبيكة: Ag 925 (فضة)                                        | الكمية: 2,000                         | الجودة: إثبات                   |
| صادر في: 2017 | القطر: 38.61 مـم (1.52 بوصة)                                 | الوزن: 28.28 غ (1.00 أونصة؛ 0.91 ozt) | قيمة الإصدار:- القيمة السوقية:- |
| يظهر على الوجه الأمامي للعملة شعار النبالة لجمهورية قبرص، والذي يتطابق مع شعار بنك قبرص المركزي، وحول الشعار نُقشت كلمة "قبرص" بثلاث لغات على النحو التالي "Cyprus Κyproς Kıbrıs"، وفي أسفل الدائرة نُقش التاريخ "2017" وهو تاريخ إصدار العُملة. وعلى الوجه الخلفي للعملة لوحة فنية تُصوّر الشاعر القبرصي فاسيليس ميخائيليدس محاطة بنقش نصف دائري، كُتب على الجزء العلوي منه عبارة «ΒΑΣΙΛΗΣ ΜΙΧΑΗΛΙΔΗΣ ΠΟΙΗΤΗΣ 1849-1917».، وفي الأسفل نُقشت عبارة "5 يورو" التي تُشير إلى القيمة الإسمية للعملة، |                                                              |                                       |                                 |

## عملات 2018
| | إحياء ذكرى مرور 10 سنوات على اعتماد اليورو في قبرص |                                       |                                 |
| المصمم: جورج ستاماتوبولوس | المصمم: جورج ستاماتوبولوس                          | دار سك العملة: بنك اليونان            | دار سك العملة: بنك اليونان      |
| القيمة: 5 يورو | السبيكة: Ag 925 (فضة)                              | الكمية: 2,000                         | الجودة: إثبات                   |
| صادر في: 2018 | القطر: 38.61 مـم (1.52 بوصة)                       | الوزن: 28.28 غ (1.00 أونصة؛ 0.91 ozt) | قيمة الإصدار:- القيمة السوقية:- |
| يظهر على الوجه الأمامي للعملة شعار النبالة لجمهورية قبرص الذي يتطابق مع شعار بنك قبرص المركزي، وحول الدائرة نُقشت كلمة "قبرص" بثلاث لغات على النحو التالي "Cyprus Κyproς Kıbrıs"، وفي أسفل الشعار نُقش التاريخ "2018" وهو تاريخ إصدار العُملة. وعلى الوجه الخلفي للعملة يظهر مجسم. تالانتو إله الموهبة، وفي موضع الرأس، رُسمت 12 نجمة ترمز إلى دول الاتحاد الأوروبي. كما يظهر رمز اليورو على يمين ويسار المُجسم، والذي تُحيط به دائرة نُقشت فيها عبارة "ΚΥΠΡΟΣ ΔΕΚΑ ΧΡΟΝΙΑ ΕΥΡΩ 2008-2018"، وفي الأسفل نُقشت كلمة "5 يورو" التي تُشير إلى القيمة الإسمية للعملة. |                                                    |                                       |                                 |

## عملات 2019
| | إحياء ذكرى مرور 30 عامًا على تأسيس جامعة قبرص |                                       |                                 |
| المصمم: جورج ستاماتوبولوس | المصمم: جورج ستاماتوبولوس                    | دار سك العملة: بنك اليونان            | دار سك العملة: بنك اليونان      |
| القيمة: 5 يورو | السبيكة: Ag 925 (فضة)                        | الكمية: 2,000                         | الجودة: إثبات                   |
| صادر في: 2019 | القطر: 38.61 مـم (1.52 بوصة)                 | الوزن: 28.28 غ (1.00 أونصة؛ 0.91 ozt) | قيمة الإصدار:- القيمة السوقية:- |
| يظهر على الوجه الأمامي للعملة شعار النبالة لجمهورية قبرص الذي يتطابق مع شعار بنك قبرص المركزي، وحول الدائرة نُقشت كلمة "قبرص" بثلاث لغات على النحو التالي "Cyprus Κyproς Kıbrıs"، وفي أسفل الشعار نُقش التاريخ "2019" وهو تاريخ إصدار العُملة. وعلى الوجه الخلفي للعملة يظهر شعار جامعة قبرص محاطًا بنمط مُكرر لجزء من الشعار على شكل دائرة نُقشت فيها عبارة "ΠΑΝΕΠΙΣΤΗΜΙΟ ΚΥΠΡΟΥ 30 ΧΡΟΝΙΑ ΑΠΟ ΤΗΝ ΙΔΡΥΣΗ ΤΟΥ"، وفي الأسفل نُقشت كلمة "5 يورو" التي تُشير إلى القيمة الإسمية للعملة، بالإضافة إلى نقش للأعوام 1989-2019 تحت الشعار، |                                              |                                       |                                 |

## عملات 2020
| | ليدا والبجعة                 |                                       |                                 |
| المصمم: جورج ستاماتوبولوس | المصمم: جورج ستاماتوبولوس    | دار سك العملة: بنك اليونان            | دار سك العملة: بنك اليونان      |
| القيمة: 5 يورو | السبيكة: Ag 925 (فضة)        | الكمية: 2,000                         | الجودة: إثبات                   |
| صادر في: 2020 | القطر: 38.61 مـم (1.52 بوصة) | الوزن: 28.28 غ (1.00 أونصة؛ 0.91 ozt) | قيمة الإصدار:- القيمة السوقية:- |
| يظهر على الوجه الأمامي للعملة شعار النبالة لجمهورية قبرص، والذي يتطابق مع شعار بنك قبرص المركزي. وحول الشعار نُقشت كلمة "قبرص" بثلاث لغات على النحو التالي "Cyprus Κyproς Kıbrıs"، وفي أسفل الدائرة نُقش التاريخ "2020" وهو تاريخ إصدار العُملة. وعلى الوجه الخلفي للعملة لوحة فنية تصور ليدا واقفة بجانب البجعة بأسلوب الفسيفساء، وفي أسفل اللوحة نُقشت عبارة "5 يورو" التي تُشير إلى القيمة الإسمية للعملة. |                              |                                       |                                 |

## عملات 2021
| | إحياء ذكرى مرور 60 عامًا على انضمام قبرص إلى منظمة اليونسكو |                                                                  |                                                                  |  |
| المصمم: جورج ستاماتوبولوس | المصمم: جورج ستاماتوبولوس                                  | دار سك العملة: دار سك العملة الحكومية في بادن-فورتمبيرغ بألمانيا | دار سك العملة: دار سك العملة الحكومية في بادن-فورتمبيرغ بألمانيا |  |
| القيمة: 20 يورو | السبيكة: Au 917 (ذهب)                                      | الكمية: 1,000                                                    | الجودة:إثبات                                                     |  |
| صادر في: 2021 | القطر: 22.05 مـم (0.87 بوصة)                               | الوزن: 7.9881 غ (0.28 أونصة؛ 0.26 ozt)                           | قيمة الإصدار:- القيمة السوقية:-                                  |  |
| يظهر على الوجه الأمامي للعملة الشعارَ الأصليَّ لجمهورية قبرص، والذي يتطابقُ مع شعارِ البنكِ المركزيِّ القبرصي. وحول الشعار نُقشت كلمة "قبرص" بثلاث لغات على النحو التالي "Cyprus Κyproς Kıbrıs"، وفي أسفل الشعار نُقش التاريخ "2021" الذي يُمثّل سنة إصدار العملة. وعلى الوجه الخلفي للعملة نُقشت القيمة الإسمية للعملة والتي تبلغ 20 يورو، ويظهر إلى جانب النقش تمثال صغير على هيئة لوح خشبي محاطًا بنمط من الأشكال الدائرية. |                                                            |                                                                  |                                                                  |  |
| |                                                            |                                                                  |                                                                  |  |
| | إحياء ذكرى مرور 60 عامًا على انضمام قبرص إلى منظمة اليونسكو |                                                                  |                                                                  |  |
| المصمم: جورج ستاماتوبولوس | المصمم: جورج ستاماتوبولوس                                  | دار سك العملة: دار سك العملة الحكومية في بادن-فورتمبيرغ بألمانيا | دار سك العملة: دار سك العملة الحكومية في بادن-فورتمبيرغ بألمانيا |  |
| القيمة: 5 يورو | الجودة:إثبات                                               | الكمية: 2,000                                                    | قيمة الإصدار:- القيمة السوقية:-                                  |  |
| صادر في: 2021 | القطر: 38.61 مـم (1.52 بوصة)                               | الوزن: 28.28 غ (1.00 أونصة؛ 0.91 ozt)                            | السبيكة: Ag 925 (فضة)                                            |  |
| يظهر على الوجه الأمامي للعملة الشعارَ الأصليَّ لجمهورية قبرص، والذي يتطابقُ مع شعارِ البنكِ المركزيِّ القبرصي. وحول الشعار نُقشت كلمة "قبرص" بثلاث لغات على النحو التالي "Cyprus Κyproς Kıbrıs"، وفي أسفل الشعار نُقش التاريخ "2021" وهو تاريخ إصدار العُملة. وعلى الوجه الخلفي للعملة نُقشت عبارة «60 ΧΡΟΝΙΑ ΑΠΟ ΤΗΝ ΕΝΤΑΞΗ ΤΗΣ ΚΥΠΡΟΥ ΣΤΗΝ UNESCO» التي تعني «60 عامًا على انضمام قبرص إلى منظمة اليونسكو» إلى جانب القيمة الإسمية للعملة والتي تبلغ 5 يورو، ويظهر إلى جانب النقش تمثال صغير على شكل لوح خشبي محاطًا بنمط من الأشكال الدائرية. |                                                            |                                                                  |                                                                  |  |

## عملات 2022
| | ديوفولو من مملكة أماثوس القديمة |                                                                  |                                                                  |
| المصمم: جورج ستاماتوبولوس | المصمم: جورج ستاماتوبولوس       | دار سك العملة: دار سك العملة الحكومية في بادن-فورتمبيرغ بألمانيا | دار سك العملة: دار سك العملة الحكومية في بادن-فورتمبيرغ بألمانيا |
| القيمة: 5 يورو | السبيكة: Ag 925 (فضة)           | الكمية: 2,000                                                    | الجودة: إثبات                                                    |
| صادر في: 2022 | القطر: 38.61 مـم (1.52 بوصة)    | الوزن: 28.28 غ (1.00 أونصة؛ 0.91 ozt)                            | قيمة الإصدار:- القيمة السوقية:-                                  |
| يظهر على الوجه الأمامي للعملة شعار النبالة لجمهورية قبرص، وهو نفس شعار البنك المركزي القبرصي، داخل دائرة متموجة تُصوِّر البحر الأبيض المتوسط، وحول الدائرة نُقشت كلمة "قبرص" بثلاث لغات على النحو التالي "Cyprus Κyproς Kıbrıs"، وفي أسفل الدائرة نُقش التاريخ "2023" وهو تاريخ إصدار العُملة. ويصور الوجه الخلفي للعملة رأس أسد، وحول الرأس نُقشت باللغة اليونانية عبارة «δΙΟΒΟΛΟ ΤΟΥ ΑΡΧΑΙΟΥ ΒΑΣΙΛΕΙΟΥ ΤΗΣ ΑΜΑΤΟΥΝΤΑΣ» وفي الأسفل نُقشت عبارة "5 يورو" التي تُشير إلى القيمة الإسمية للعملة. |                                 |                                                                  |                                                                  |

## عملات 2023
| | الإله أبولو هيلاتس           |                                                                  |                                                                  |
| المصمم: ستيليانوس غافالاس | المصمم: ستيليانوس غافالاس    | دار سك العملة: دار سك العملة الحكومية في بادن-فورتمبيرغ بألمانيا | دار سك العملة: دار سك العملة الحكومية في بادن-فورتمبيرغ بألمانيا |
| القيمة: 5 يورو | السبيكة: Ag 925 (فضة)        | الكمية: 2,000                                                    | الجودة: إثبات                                                    |
| صادر في: 2023 | القطر: 38.61 مـم (1.52 بوصة) | الوزن: 28.28 غ (1.00 أونصة؛ 0.91 ozt)                            | قيمة الإصدار:- القيمة السوقية:-                                  |
| يظهر على الوجه الأمامي للعملة شعار النبالة لجمهورية قبرص، وهو نفس شعار البنك المركزي القبرصي، داخل دائرة متموجة تُصوِّر البحر الأبيض المتوسط، وحول الدائرة نُقشت كلمة "قبرص" بثلاث لغات على النحو التالي "Cyprus Κyproς Kıbrıs"، وفي أسفل الدائرة نُقش التاريخ "2023" وهو تاريخ إصدار العُملة. ويصور الوجه الخلفي للعملة رأس الإله الإغريقي أبولو، وحول الرأس نُقشت باللغة اليونانية عبارة «ΑΠΟΛΛΩΝ ΥΛΑΤΗΣ» وفي الأسفل نُقشت عبارة "5 يورو" التي تُشير إلى القيمة الإسمية للعملة. |                              |                                                                  |                                                                  |